# Harborough (district)
Pour les articles homonymes, voir Harborough.

Localisation du district de Harborough dans le Leicestershire.

Harborough est un district non-métropolitain du Leicestershire, en Angleterre. Il est nommé d'après sa principale ville Market Harborough. D'une superficie de 591,8 km2, il couvre le quart du Leicestershire et est le plus vaste des huit districts du comté.
Le district s'étend au sud et à l'est de l'aire urbaine de Leicester. À l'est, il est voisin du comté de Rutland. Il a une frontière commune au nord avec les districts de Charnwood et Melton. Au sud, il a un long contact avec le comté de Northamptonshire, comprenant les districts de Corby, Kettering et Daventry. À l'est, le district avoisine le Warwickshire et le district de Rugby, avec lequel la frontière est formée principalement par la Watling Street. Au nord-ouest, le district de Harborough jouxte les districts de Blaby et d'Oadby and Wigston. Les villages de Thurnby, Bushby et Scraptoft joint la banlieue de Leicester.
En 2007, la population du district est estimée à 82 300 habitants.
Les principaux lieux de population sont Market Harborough (20 170 habitants), Lutterworth (9 000) et Broughton Astley (8 660). Le district compte également quatre villages de plus de 3 000 habitants : Kibworth (4 910), Fleckney (4 910), Great Glen (3 460) et Thurnby and Bushby (3 160). Le district comprend 17 paroisses d'une population de 500 à 3 000 habitants, 40 paroisses d'une population de 100 à 500 habitants et 28 paroisses de moins de 100 habitants (selon des estimations de 2004).
Le district a été créé en 1974, par le Local Government Act de 1972. Il est issu de la fusion du district urbain de Market Harborough, des districts ruraux de Market Harborough, Billesdon et Lutterworth.

## Source
- (en) Cet article est partiellement ou en totalité issu de l’article de Wikipédia en anglais intitulé « Harborough » (voir la liste des auteurs).